# Gal
Gal (uneori numit și galileo) este o unitate pentru măsurarea accelerației,  folosită în geodezie și geofizică.
Unitatea de măsură gal este o unitate folosită pentru exprimarea valorii gravității. Numele său provine de la Galileo Galilei.
1 gal = 1 cm/s²
Ca submultiplu al galului este folosit miligalul:
1 mgal = 0.001 gal
Dacă sunt utilizate instrumente de mare precizie se utilizează ca unitate de măsură 
microgalul, în special pentru determinările absolute: 
1 µgal = 0.001 mgal = 0.000001 gal
În cazul Pământului, la pol valoarea gravitației este de 983 gal, iar la ecuator este de 978 gal. Datorită diferenței nesemnificative în această unitate de măsură, se lucrează de obicei în mgal (1 mgal = 10-3 gal).

## Vezi și
- Unități care nu fac parte din SI